# 東葉勝田台站
東葉勝田台站（日语：／ Tōyō-katsutadai eki */?）是一個位於千葉縣八千代市勝田台北三丁目，屬於東葉高速鐵道東葉高速線的鐵路車站。車站編號是TR09。
臨時站名曾是「勝田台」。

## 歷史
- 1996年（平成8年）4月27日 - 開業[1]。
- 1997年（平成9年）3月30日 - 與京成本線勝田台站以地下通道接續[2]。

## 車站結構
島式月台1面2線的地底車站。

### 月台配置
| 月台 | 路線       | 目的地                       |
| ---- | ---------- | ---------------------------- |
| 1、2 | 東葉高速線 | 八千代綠丘、西船橋、中野方向 |

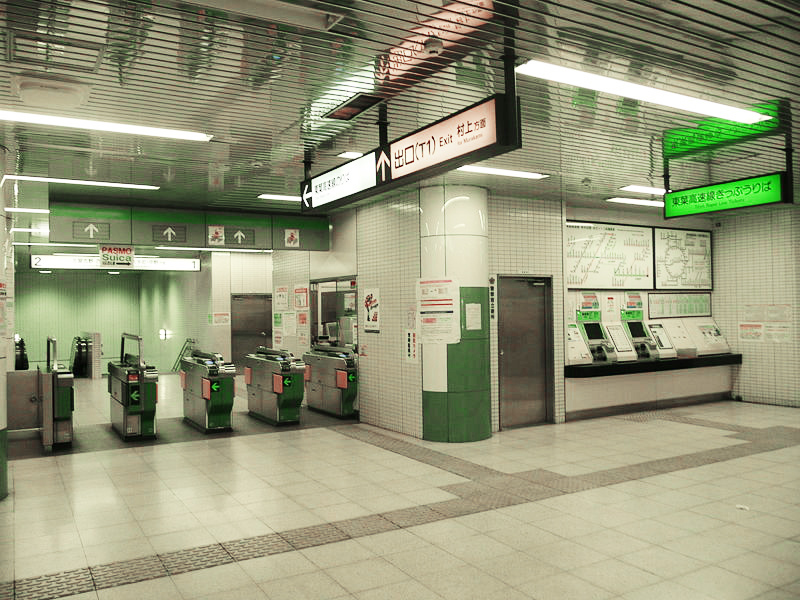
北閘口
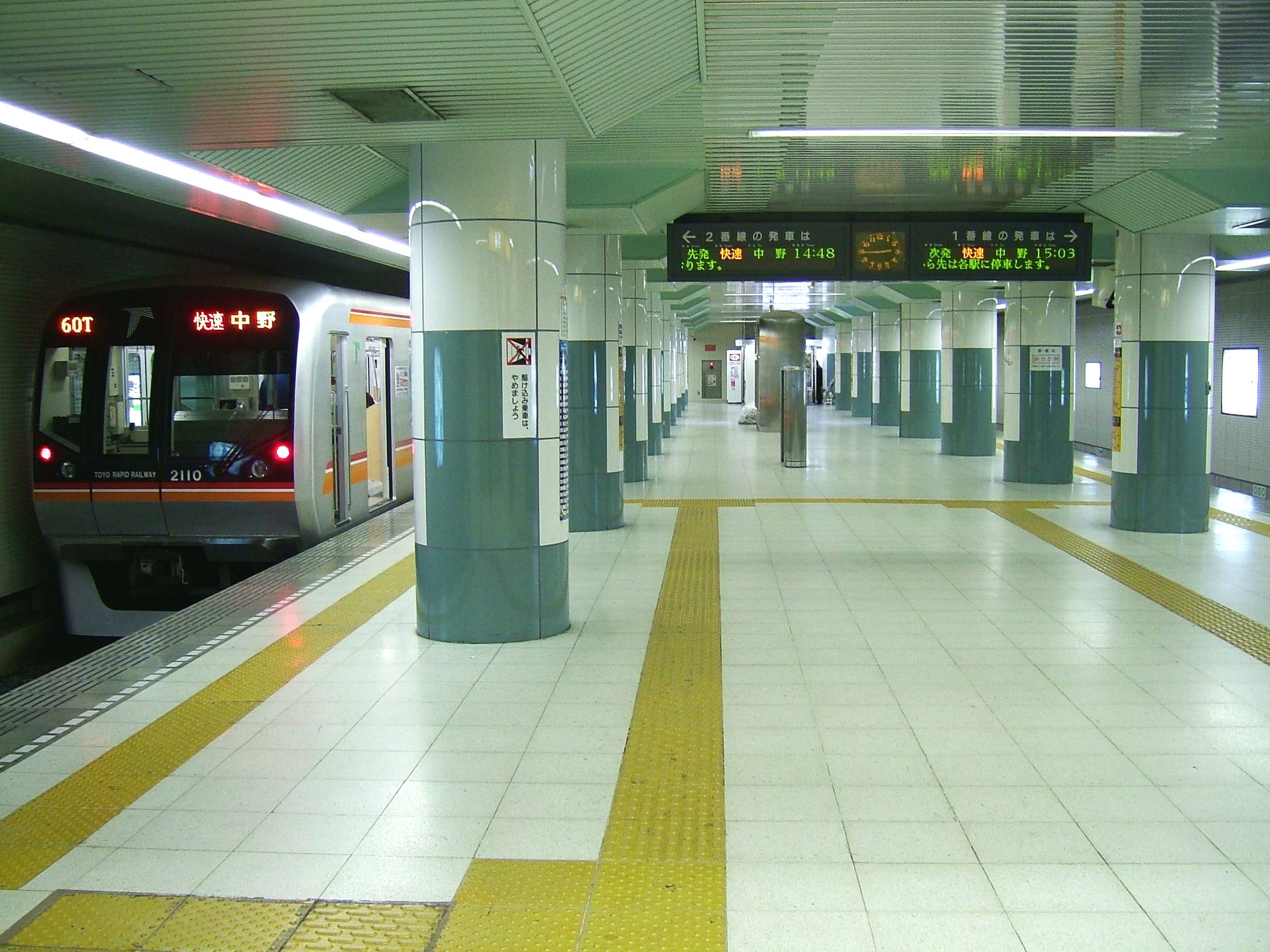
車站月台（2007年10月31日）

## 使用情況
2014年度的一日平均上車人次為15,446人。

## 相鄰車站
東葉高速鐵道
 東葉高速線（東葉高速線內所有列車各站停車）
村上（TR08）－東葉勝田台（TR09）

## 外部連結
- 東葉勝田台站 （页面存档备份，存于） - 東葉高速鐵道